# Riken Jamamoto

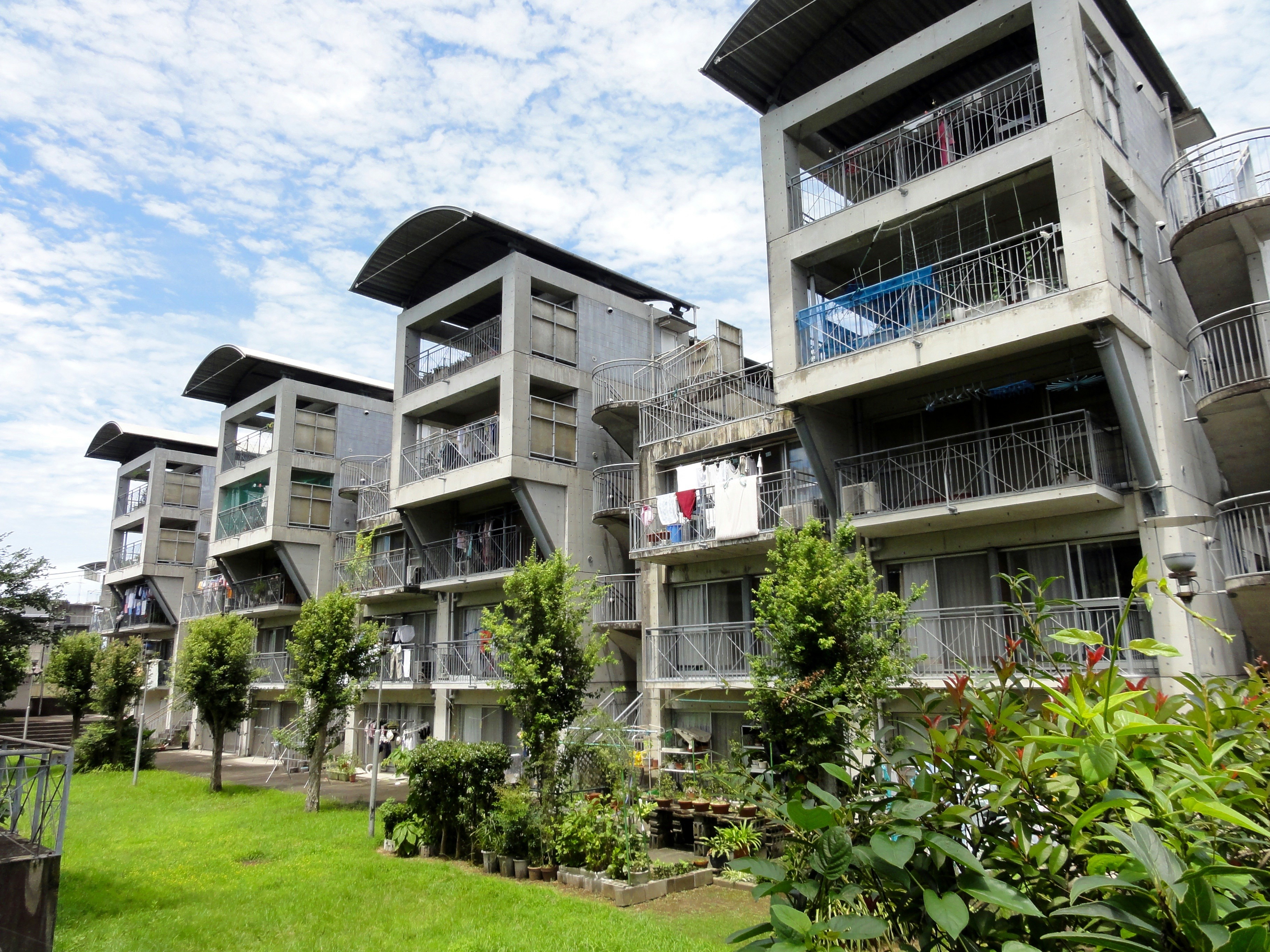
Obytný komplex v Kumamotu

Riken Jamamoto (japonsky: 山本理顕, Jamamoto Riken; * 1945 Peking) je japonský architekt, laureát Pritzkerovy ceny pro rok 2024. Specializuje se zejména na veřejné a bytové stavby.

## Život
Riken Jamamoto se narodil v Pekingu v roce 1945, v témže roce se rodina přestěhovala do japonské Jokohamy, kde žije celý život. Pro architekturu se nadchl po návštěvě chrámu Kófukudži v Naře.
Později studoval na několika tokijských univerzitách. V roce 1973 založil vlastní architektonickou praxi.
Jamamoto rovněž během své kariéry působí jako pedagog na několika japonských univerzitách.

## Seznam prací (výběr)
- 2018 – polyfunkční budova The Circle na letišti v Curychu
- 2012 – knihovna v Tchien-ťin
- 2009 – výzkumné centrum univerzity v Ucunomija, Tečigi
- 2007 – Muzeum umění v Jokosuce, Kanagawa
- 1999 – Univerzita Prefektury Saitama, Saitama

## Ocenění
- Cena Japonské akademie umění za architekturu, 2002; za Univerzitu Prefektury Saitama
- Cena Japonského institutu architektů, 2010; za Muzeum umění v Jokosuce
- Pritzkerova cena, 2024; porota ocenění u jeho staveb zejména ocenila způsob, jakým propojuje veřejný a soukromý prostor[1]
- a další